# Ernesto Gómez Gómez
Ernesto Gómez Gómez est un footballeur espagnol né le 26 avril 1985 à Madrid.

## Carrière

### Joueur
- 2004-2006 : Real Madrid B  Espagne
- 2006-2007 : Málaga CF  Espagne
- 2007-2009 : SD Ponferradina  Espagne
- 2009-2010 : AD Alcorcón  Espagne
- 2010-2012 : CD Guadalajara  Espagne
- 2012-2013 : Recreativo de Huelva  Espagne
- 2013-2015 : CD Lugo  Espagne[1],[2]

### Entraîneur
- 2018- : RSD Alcalá  Espagne (adjoint)